# Jungle Cruise: Thám hiểm rừng xanh
Jungle Cruise: Thám hiểm rừng xanh (tên gốc tiếng Anh: Jungle Cruise) là phim kỳ ảo phiêu lưu ra mắt năm 2021 của Mỹ, do Jaume Collet-Serra đạo diễn từ câu chuyện do Glenn Ficarra và John Requa sáng tác và kịch bản được viết bởi Michael Green, Ficarra cùng Requa, dựa trên công viên giải trí Jungle Cruise của Walt Disney. Được sản xuất bởi Walt Disney Pictures, phim quy tụ dàn diễn viên gồm Dwayne Johnson, Emily Blunt, Édgar Ramírez, Jack Whitehall, Jesse Plemons và Paul Giamatti.
Jungle Cruise: Thám hiểm rừng xanh dự kiến khởi chiếu tại rạp và trên nền tảng trực tuyến Disney+ vào ngày 30 tháng 7 năm 2021 tại Mỹ. Tại Việt Nam, phim sẽ được phát hành tại các rạp cùng ngày với ngày công chiếu tại Mỹ.

## Nội dung
Lấy bối cảnh đầu thế kỷ 20, một thuyền trưởng tên Frank Wolff đưa một nhà khoa học và em trai cô vào khu rừng mưa Amazon để tìm Cây Sự Sống, cây mà mọi người tin rằng sở hữu những khả năng chữa trị có lợi ích lớn đối với nền y học hiện đại. Cùng lúc đó, ba người họ phải chiến đấu với các loài động vật hoang dã nguy hiểm và một môi trường khắc nghiệt, và cạnh tranh với một đoàn thám hiểm đến từ Đức.
Năm 1556, Don Aguirre dẫn đầu những người lính Tây Ban Nha đến Nam Mỹ để tìm kiếm Cây Nguyệt Lệ (Tears of the Moon) vì loài hoa trên cây có tác dụng chữa bệnh, chữa lành vết thương và xóa bỏ những lời nguyền. Sau khi nhiều người lính thiệt mạng, bộ tộc Puka Michuna đã chữa bệnh cho những người sống sót bằng những bông hoa của cái cây. Khi tộc trưởng từ chối tiết lộ vị trí của cái cây, Aguirre đã đâm ông ta và đốt ngôi làng. Vị tộc trưởng đang hấp hối đã nguyền rủa nhóm của Aguirre, khiến chúng trở nên bất tử và không thể rời khỏi khu vực sông Amazon.
Năm 1916 ở London, nghiên cứu về Cây Nguyệt Lệ của Tiến sĩ Lily Houghton được em trai cô là MacGregor trình bày với Hội Hoàng gia. Chị em nhà Houghton, với hi vọng cách mạng hóa nền y học và quân sự của nước Anh, yêu cầu quyền sử dụng cổ vật đầu mũi tên nhưng bị từ chối vì cái cây được xem là thần thoại và các nhà khoa học nữ bị coi thường. Tuy nhiên, Lily đã ăn cắp đầu mũi tên rồi trốn tránh Hoàng tử Joachim, người cũng có ý định tìm cái cây để giúp nước Đức.
Khi đến Đệ Nhất Cộng hòa Brasil, Lily và MacGregor tìm một người hướng dẫn viên đưa họ vào rừng Amazon. Họ thuê Thuyền trưởng Frank Wolff, người thường làm giả những nguy hiểm trong rừng để dọa du khách. Ban đầu anh từ chối nhưng đã suy nghĩ lại khi thấy đầu mũi tên Lily mang theo. Frank lấy lại chiếc thuyền cũ kỹ của anh từ ông chủ bến tàu Nilo Nemolato và cả ba khởi hành sau khi thoát khỏi tàu ngầm U-boat của Joachim.
Trong buồng lái của Frank, Lily tìm thấy những bức ảnh cũng như sự nghiên cứu về Cây Nguyệt Lệ. Cô cho rằng Frank cũng đang tìm kiếm cái cây nhưng Frank khẳng định anh đã từ bỏ từ lâu. Họ bị bắt bởi bộ tộc Puka Michuna, được Frank thuê cải trang thành bộ tộc ăn thịt người, rồi được thả ra. Tức giận, Lily bắt đầu nghi ngờ Frank. Tộc trưởng dịch các ký hiệu trên đầu mũi tên, tiết lộ vị trí của cái cây và nói rằng nó chỉ nở hoa dưới Nguyệt thực.
Trong khi đó, Joachim tìm được nhóm lính Tây Ban Nha đang bị hóa đá trong một hang động. Hắn khiến chúng đồng ý đi tìm đầu mũi tên cho hắn để đổi lấy những bông hoa. Joachim chuyển hướng dòng sông, giúp nhóm lính Tây Ban Nha với ngoại hình kinh dị được tự do đi lại. Nhóm lính Tây Ban Nha truy dấu và tấn công làng của bộ tộc Puka Michuna, nơi Frank bị đâm trúng tim. Lily bỏ chạy cùng với đầu mũi tên, nhóm lính Tây Ban Nha đuổi theo cô thì bị dây leo kéo lại. Trước sự kinh ngạc của chị em nhà Houghton, Frank vẫn còn sống. Anh tiết lộ rằng mình chính là một trong những người lính Tây Ban Nha bị nguyền rủa, trước đây từng muốn tìm Cây Nguyệt Lệ để cứu đứa con gái bị liệt của Aguirre. Tuy nhiên, Frank đã đứng về phía những người thổ dân chống lại sự hung hãn của Aguirre. Sau nhiều năm chiến đấu, anh đã gài bẫy những tên đồng đội cũ khiến chúng hóa đá. Không tìm thấy cái cây, Frank trở thành hướng dẫn viên du lịch và xây dựng một ngôi làng.
Frank và Lily tiếp tục đến Thác La Luna Rota và phát hiện ra một ngôi đền dưới nước. Trong khi đó, Joachim bắt được MacGregor và buộc anh khai ra vị trí của Lily. Frank, chị em nhà Houghton, đám người Đức và nhóm lính Tây Ban Nha đều hội tụ tại Cây Nguyệt Lệ khi nước của dòng thác được rút cạn một phần. Lily đặt hai mảnh mề đay lên vỏ cây, cái cây nở hoa dưới Nguyệt thực. Một cuộc giao chiến diễn ra, Lily lấy được một bông hoa. Quân lính Đức bị chết đuối, Joachim bị tảng đá đè chết, còn Frank đâm chiếc thuyền để chặn dòng sông, khiến chính anh và nhóm lính Tây Ban Nha hóa đá. Nhận ra tình cảm thật sự của mình dành cho Frank, Lily sử dụng bông hoa hóa giải lời nguyền của Frank, giúp anh trở thành người bình thường. Một bông hoa duy nhất còn sót lại trên cây được Lily mang về nghiên cứu. Quay lại bến tàu, Frank bán công việc kinh doanh của mình cho Nilo.
Sau khi trở về Anh, Lily trở thành giáo sư chính thức của Đại học Cambridge. MacGregor từ chối lời mời làm thành viên của Hội Hoàng gia. Sau đó Frank và Lily cùng nhau đi khám phá London.

## Diễn viên
- Dwayne Johnson vai Frank Wolff, một thuyền trưởng khôn ngoan và chính trực nhưng hơi thô lỗ. Anh miễn cưỡng đồng ý đưa hai nhà thám hiểm đi tìm Cây Sự Sống.
- Emily Blunt vai Tiến sĩ Lily Houghton, một nhà khoa học lập dị, thích mạo hiểm và có đạo đức. Cô đang tìm kiếm Cây Sự Sống, với hi vọng có thể sử dụng để nghiên cứu các đặc tính chữa trị của nó.
- Édgar Ramírez vai Don Aguirre, một lính đánh thuê có nhiệm vụ dẫn dắt một đoàn thám hiểm cạnh tranh đi tìm Cây Sự Sống.[2]
- Jack Whitehall vai MacGregor Houghton, em trai và là trợ lý của Lily.[3]
- Jesse Plemons vai Hoàng tử Joachim, một tên quý tộc người Đức loạn trí và tham vọng. Hắn trợ cấp tài chính và chỉ huy một đoàn thám hiểm quân sự để chiếm đoạt Cây Sự Sống cho riêng mình.[4]
- Paul Giamatti vai Nilo Nemolato, một người khó tính làm nghề quản lý và bảo vệ bến tàu nơi Frank đậu thuyền.
- Andy Nyman vai Sir James Hobbs-Coddington.[4]
- Quim Gutiérrez vai Melchor.[4]
- Dani Rovira vai Sancho.[4]
- Veronica Falcón vai Thương gia Sam.[4]
- Simone Lockhart vai Anna.[4]

## Phát hành
Jungle Cruise: Thám hiểm rừng xanh dự kiến khởi chiếu tại rạp và ở trên nền tảng trực tuyến Disney+ vào ngày 30 tháng 7 năm 2021 tại Mỹ. Theo kế hoạch ban đầu, ngày phát hành của phim là ngày 11 tháng 10 năm 2019 trước khi được chuyển sang ngày 24 tháng 7 năm 2020, rồi sau đó lại bị lùi sang tháng 7 năm 2021 do Đại dịch COVID-19.
Ngày 13 tháng 5 năm 2021, Disney thông báo rằng phim sẽ được phát hành tại rạp và trên nền tảng trực tuyến Disney+. Theo Deadline Hollywood, sau khi Disney đưa ra nhiều phương án thì đoàn làm phim quyết định vừa chiếu tại rạp vừa phát trên nền tảng trực tuyến vì các rạp chiếu phim liên tục đóng cửa tại các thị trường như Brazil và châu Âu do sự gia tăng về ca nhiễm COVID-19.